# شهرستان منامنی (میشیگان)
شهرستان مِنامِنی، میشیگان (به انگلیسی: Menominee County, Michigan) یک سکونتگاه مسکونی در ایالات متحده آمریکا است که در میشیگان واقع شده‌است.